# Fuera de la ley (película de 1920)
Fuera de la ley (en el original en inglés, Outside the Law) es una película policíaca de 1920 dirigida por Tod Browning. 
La película, considerada una de las primeras en mostrar un fuerte componente psicológico en el género gánster, fue la segunda colaboración (después de La rosa del arroyo) entre Browning y Lon Chaney y una de las pocas en no ser de terror. El doble y contrastante papel interpretado por este último, como un heroico sirviente chino y un diabólico gánster, es considerado uno de los motivos de la larga colaboración en los años siguientes entre los dos.
Al contrario que la mayor parte de las películas de la época, Outside the Law muestra a los personajes chinos bajo una luz favorable, por ejemplo el sabio Chang Lo, seguidor de las enseñanzas de Confucio.
La película fue ampliamente elogiada en su estreno por el fuerte papel femenino interpretado por Priscilla Dean, del cual se dijo "En esta película es una revelación para el cine. Sale en primer plano y ahí se queda". La actriz protagoniza la cinta junto a Ralph Lewis, Lon Chaney, E. Alyn Warren y Wheeler Oakman que, en la época, era su marido.

## Trama
Silent Madden, un jefe de los bajos fondos de San Francisco, y su hija Molly han abandonado una vida en el hampa siguiendo los consejos de Chang Lo, un filósofo confuciano de Chinatown. Pero, acusado de homicidio por Black Mike, un gánster rival que lo quiere entre rejas, Madden - que esta vez es inocente - pierde su confianza en la ley y decide volver a la vida criminal. Amargada e ignorando el papel del gánster en las acusaciones contra su padre, Molly se une a la banda de Black Mike formando parte de un robo de joyas organizado por los delincuentes. Advertida por Dapper Bill Ballard, un gánster enamorado de ella, entiende demasiado tarde que Black Mike la quiere traicionar, atribuyendo a ella toda la autoría del atraco. Logra huir con el botín junto con Dapper Bill y los dos se esconden en un pequeño apartamento. Allí, Molly primero se resiste a las declaraciones de amor de su pretendiente pero luego, finaliza por rendirse al sentimiento. La banda, sin embargo, encuentra a los dos fugitivos: se desata un tiroteo en el cual Black Mike es herido de muerte. Bill y Molly son arrestados por la policía pero se salvan por la intervención de Chang Lo que, después de devolver las joyas robadas, intercede para su liberación.

## Producción
La película fue producida por Universal Film Manufacturing Company con el nombre de Universal-Jewel Production De Luxe y se rodó en San Francisco, en Chinatown y Nob Hill, de junio a septiembre de 1920.
Fuentes contemporáneas atribuyen el guion solo a Lucien Hubbard, pero los datos que acompañan la grabación del copyright acreditan como escritor también al mismo Browning.

## Distribución

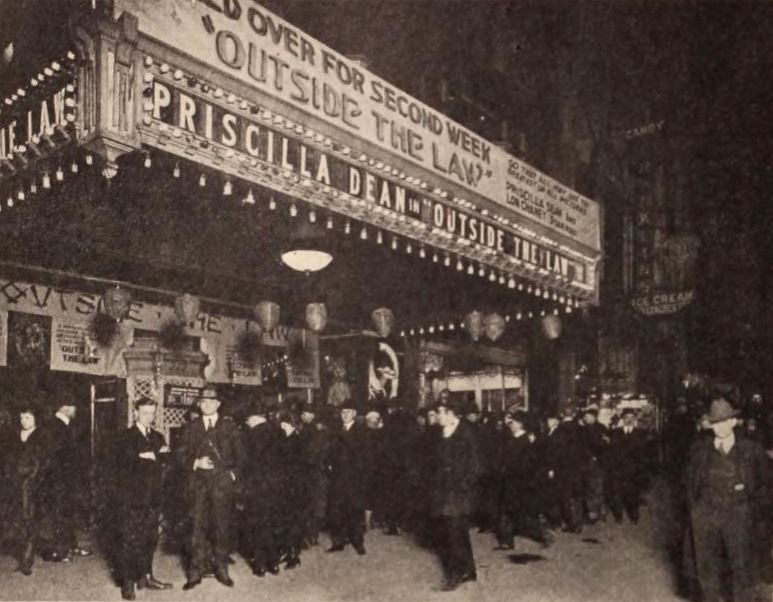
Kinema Theater, Salt Lake City (marzo de 1921).

El copyright de la película, requerido por la Universal Film Mfg. Co., fue registrado el 25 de enero de 1921 con el número LP16049. Distribuida por la Universal Film Manufacturing Company, la película se proyectó en las salas cinematográficas estadounidenses tras su estreno en Los Ángeles el 26 de diciembre de 1920. Existe actualmente en una copia de 75 minutos.
La película era notablemente más larga en la versión original de 1921. Las escenas cortadas o reducidas afectan al personaje de Ah Wing, que en la versión original tenía mayor importancia en la historia. Se creyó perdida durante casi cincuenta años hasta que se encontró una copia en 1975. La copia es de un reestreno de 1926, distribuido por Universal cuando Browning y Chaney, pasados a la MGM, habían alcanzado notable fama. Copias de esta película se encuentran conservadas en los archivos de la Library of Congress de Washington, en la UCLA Film And Television Archive de Los Ángeles, en la Academy Film Archive de Beverly Hills, en el National Film and Sound Archive en Camberra, y en el Museo Nacional del Cine de Turín.

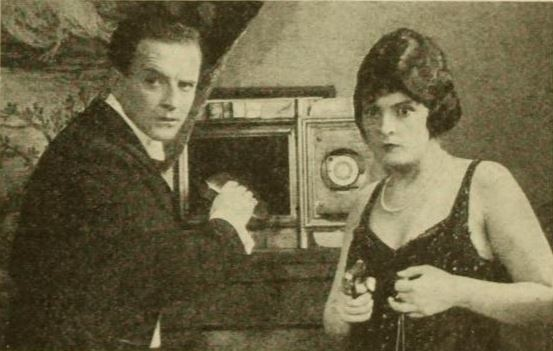
Wheeler Oakman y Priscilla Dean.